# Nagano Shinkansen
Nagano Shinkansen (jap. 長野新幹線) – szybka linia kolejowa Shinkansen obsługiwana przez East Japan Railway Company (JR East) między Takasaki i Nagano w Japonii. Linię otwarto w dniu 1 października 1997 r., łącząc Tokio i Nagano przed rozpoczynającymi się Zimowymi Igrzyskami Olimpijskimi 1998. Nagano Shinkansen jest pierwszą częścią będącej obecnie w budowie linii Hokuriku Shinkansen do Kanazawy, Tsuruga i ostatecznie Osaki.